# Поломское (сельское поселение, Удмуртия)
Поломское — упразднённое муниципальное образование со статусом сельского поселения в Кезском районе Удмуртии Российской Федерации.
Административный центр — село Полом.
Законом Удмуртской Республики от 26 апреля 2021 года № 29-РЗ к 9 мая 2021 года упразднено в связи с преобразованием муниципального района в муниципальный округ.

## История
Статус и границы сельского поселения установлены Законом Удмуртской Республики от 19 ноября 2004 года № 66-РЗ «Об установлении границ муниципальных образований и наделении соответствующим статусом муниципальных образований на территории Кезского района Удмуртской Республики».

## Население
| 2010 | 2012 | 2013 | 2014 | 2015 | 2016 | 2017 |
| ---- | ---- | ---- | ---- | ---- | ---- | ---- |
| 765  | ↘710 | ↘670 | ↘634 | ↘598 | ↘578 | ↘549 |
| 2018 | 2019 | 2020 |      |      |      |      |
| ↘532 | ↘500 | ↘483 |      |      |      |      |

## Состав сельского поселения
| № | Населённый пункт | Тип населённого пункта       | Население |
| - | ---------------- | ---------------------------- | --------- |
| 1 | Верхний Пинькай  | деревня                      | ↘35       |
| 2 | Малый Полом      | деревня                      | ↘38       |
| 3 | Медьма           | деревня                      | ↘7        |
| 4 | Нижний Пинькай   | деревня                      | ↘3        |
| 5 | Полом            | село, административный центр | ↘292      |
| 6 | Поломское        | посёлок                      | ↘335      |